# 1379 en Angleterre
Chronologie de l'Angleterre
- 1375
- 1376
- 1377
- 1378
- 1379
- 1380
- 1381
- 1382
- 1383

Cette page concerne l'année 1379 du calendrier julien.

## Naissances en 1379
- Date inconnue : 
  - Jeanne Beaufort, comtesse de Westmorland
  - Jeanne Devereux, 3e baronne Devereux
  - Ralph Green, member of Parliament pour le Northamptonshire
  - Humphrey Stafford, noble

## Décès en 1379
- 13 octobre : Jean de Bridlington, saint
- 16 décembre : 
  - John FitzAlan, 1er baron Arundel
  - Thomas Banastre, chevalier
- Date inconnue : 
  - Robert Aylesham, chancelier de l'université d'Oxford
  - Isabelle de Woodstock, comtesse de Bedford